# The Voice Kids (seconda edizione)
La seconda edizione di The Voice Kids è andata in onda in prima serata su Rai 1 dal 24 novembre al 22 dicembre 2023 per cinque puntate con la conduzione di Antonella Clerici.
Novità di quest'edizione, oltre l'ingresso della nuova coach Arisa, sono due nuovi strumenti, i quali possono essere utilizzati durante le tre puntate di Blind Auditions: il "Super Pass" e il "Super Block". Il primo garantisce ad un concorrente di andare direttamente in finale, mentre il secondo è il classico "Block", utilizzabile solo dopo che i coach si sono girati, che permette di impedire ad un altro coach di scegliere un concorrente.
Il vincitore, decretato attraverso il voto del pubblico in studio, è stato Simone Grande del team Clementino; che successivamente è stato scelto per rappresentare l'Italia al Junior Eurovision Song Contest 2024.

## Team
Legenda
     Vincitore
     Super-finalista
     Eliminato alle Battles
     Eliminato alla finale
| Coach | Coach          | Artisti         | Artisti            | Artisti          | Artisti              | Artisti             | Artisti           | Artisti            |
|       | Arisa          | Emma Buscaglia  | Amelie Rizzi       | Alice Alfonso    | Elisa Puddu          | Michele Bruzzese    | Emilia Piemontesi | Martina Cervellin  |
|       | Clementino     | Simone Grande   | Alexander Racioppi | Rita Longordo    | Emma e Giulia Parodi | Federico Bergamo    | Teresa Ferraro    | Emmanuele Manna    |
|       | Gigi D'Alessio | Lucia Solazzo   | Luigi Vitagliano   | Angelica Stuppia | Giuseppe Di Menza    | Mirko Di Bartolomeo | Sara Turrà        | Graziano Calculli  |
|       | Loredana Bertè | Desiree Malizia | Valentina Giamboi  | Yari Verdesca    | Giacomo Bastiani     | Giada Fois          | Nicole Curatolo   | Gabriele Ansanelli |

## Blind Auditions
Nelle tre puntate di Blind Auditions i coach dovranno scegliere sette concorrenti per team, di cui sei andranno alle Battles e uno direttamente in finale grazie al Super Pass.
 Il coach preme il bottone I Want You
 L'artista è direttamente in finale grazie all'utilizzo da parte di questo coach del Super Pass
     L'artista è eliminato perché nessun coach preme il bottone I Want You
     L'artista viene scelto per far parte della squadra di questo coach
     L'artista sceglie di far parte della squadra di questo coach
     Super Block esercitato da Arisa
     Super Block esercitato da Clementino
     Super Block esercitato da Gigi D'Alessio
     Super Block esercitato da Loredana Bertè

### Prima puntata
| Ordine | Artista (Età)              | Canzone (cantante originale)                | Scelte di coach e/o artisti | Scelte di coach e/o artisti | Scelte di coach e/o artisti | Scelte di coach e/o artisti |
| Ordine | Artista (Età)              | Canzone (cantante originale)                | Arisa                       | Clementino                  | Gigi D'Alessio              | Loredana Bertè              |
| ------ | -------------------------- | ------------------------------------------- | --------------------------- | --------------------------- | --------------------------- | --------------------------- |
| 1      | Giuseppe Di Menza (10)     | Il mondo (Jimmy Fontana)                    |                             |                             |                             |                             |
| 2      | Amelie Rizzi (11)          | Old Time Rock and Roll (Bob Seger)          |                             |                             |                             |                             |
| 3      | Alexander Racioppi (14)    | Tango (Tananai)                             |                             |                             |                             |                             |
| 4      | Walter Zecca (8)           | Sarà perchè ti amo (Ricchi e Poveri)        | -                           | -                           | -                           | -                           |
| 5      | Lucia "Lulù" Solazzo (13)  | Hello (Adele)                               |                             |                             |                             |                             |
| 6      | Valentina Giamboi (10)     | Sola (Nina Zilli)                           |                             |                             |                             |                             |
| 7      | Carlotta Agata Ventura (8) | Farfalle (Sangiovanni)                      | -                           | -                           | -                           | -                           |
| 8      | Yari Verdesca (13)         | Jailhouse Rock (Elvis Presley)              | -                           |                             |                             |                             |
| 9      | Emilia Piemontesi (10)     | La felicità (Simona Molinari)               |                             | -                           | -                           | -                           |
| 10     | Teresa Ferraro (13)        | Empire State of Mind (Jay-Z, Alicia Keys)   |                             |                             |                             |                             |
| 11     | Angelo Salerno (12)        | Il rock di Capitan Uncino (Edoardo Bennato) | -                           | -                           | -                           | -                           |
| 12     | Emma e Giulia Parodi (12)  | Frankenstein (Claire Rosinkranz)            | -                           |                             | -                           | -                           |

### Seconda puntata
| Ordine | Artista (Età)          | Canzone (cantante originale)                  | Scelte di coach e/o artisti | Scelte di coach e/o artisti | Scelte di coach e/o artisti | Scelte di coach e/o artisti |
| Ordine | Artista (Età)          | Canzone (cantante originale)                  | Arisa                       | Clementino                  | Gigi D'Alessio              | Loredana Bertè              |
| ------ | ---------------------- | --------------------------------------------- | --------------------------- | --------------------------- | --------------------------- | --------------------------- |
| 1      | Emma Buscaglia (12)    | Vorrei che fosse amore (Mina)                 |                             |                             |                             | -                           |
| 2      | Graziano Calculli (11) | Cambiare (Alex Baroni)                        |                             |                             |                             |                             |
| 3      | Martina Cervellin (10) | Black Horse And The Cherry Tree (KT Tunstall) |                             |                             |                             |                             |
| 4      | Simone Grande (11)     | L'essenziale (Marco Mengoni)                  |                             |                             | -                           | -                           |
| 5      | Giuliana Gioia (11)    | Fiesta (Raffaella Carrà)                      | -                           | -                           | -                           | -                           |
| 6      | Rita Longordo (12)     | Always Remember Us This Way (Lady Gaga)       |                             |                             |                             |                             |
| 7      | Federico Bergamo (10)  | Bellissimissima (Alfa)                        | -                           |                             | -                           | -                           |
| 8      | Giulia Mosca (11)      | Bellissima (Annalisa)                         | -                           | -                           | -                           | -                           |
| 9      | Luigi Vitagliano (12)  | Message In A Bottle (The Police)              | -                           |                             |                             |                             |
| 10     | Anna Celebre (12)      | Ci pensiamo domani (Angelina Mango)           | -                           | -                           | -                           | -                           |
| 11     | Desiree Malizia (14)   | Right To Be Wrong (Joss Stone)                | -                           | -                           |                             |                             |
| 12     | Giacomo Bastiani (12)  | Beat It (Michael Jackson)                     | -                           |                             | -                           |                             |
| 13     | Giorgia Bonsangue (14) | Cenere (Lazza)                                | -                           | -                           | -                           | -                           |
| 14     | Elisa Puddu (13)       | Anche fragile (Elisa)                         |                             | -                           |                             | -                           |

### Terza puntata
| Ordine | Artista (Età)            | Canzone (cantante originale)             | Scelte di coach e/o artisti | Scelte di coach e/o artisti | Scelte di coach e/o artisti | Scelte di coach e/o artisti |
| Ordine | Artista (Età)            | Canzone (cantante originale)             | Arisa                       | Clementino                  | Gigi D'Alessio              | Loredana Bertè              |
| ------ | ------------------------ | ---------------------------------------- | --------------------------- | --------------------------- | --------------------------- | --------------------------- |
| 1      | Nicole Curatolo (9)      | La Vita (Shirley Bassey)                 |                             |                             |                             |                             |
| 2      | Mirko Di Bartolomeo (13) | Grande amore (Il Volo)                   |                             |                             |                             | -                           |
| 3      | Alice Alfonso (13)       | Se piovesse il tuo nome (Elisa)          |                             |                             |                             |                             |
| 4      | Cherie Scuncia (8)       | Italodisco (The Kolors)                  | -                           | -                           | -                           | -                           |
| 5      | Angelica Stuppia (13)    | Duemilaminuti (Mara Sattei)              |                             |                             |                             |                             |
| 6      | Alexia Satini (13)       | Snow on the Sahara (Anggun)              | -                           | -                           | -                           | -                           |
| 7      | Michele Bruzzese (11)    | Pensieri e parole (Lucio Battisti)       |                             |                             | -                           |                             |
| 8      | Emmanuele Manna (7)      | Nu juorno buono (Rocco Hunt)             | N.D.                        |                             | -                           | -                           |
| 9      | Gabriele Ansanelli (12)  | Rolling in the deep (Adele)              | N.D.                        | N.D.                        | -                           |                             |
| 10     | Mattia Mazzotta (13)     | È la mia vita (Al Bano)                  | N.D.                        | N.D.                        | -                           | -                           |
| 11     | Tommaso Quarta (13)      | The Scientist (Coldplay)                 | N.D.                        | N.D.                        | -                           | -                           |
| 12     | Sara Turrà (13)          | Io e te da soli (Mina)                   | N.D.                        | N.D.                        |                             |                             |
| 13     | Valentina Roso (10)      | Le tasche piene di sassi (Jovanotti)     | N.D.                        | N.D.                        | N.D.                        | -                           |
| 14     | Giada Fois (13)          | Killing me softly with his song (Fugees) | N.D.                        | N.D.                        | N.D.                        |                             |

### Bilancio Blind
| Coach          | Numero di Volte: | Numero di Volte: | Numero di Volte: | Numero di Volte:   | Numero di Volte: | Numero di Volte: | Numero di Volte: |
| Coach          | Totale Buzz      | Scelte           | Buzz da solo     | Blocchi effettuati | Blocchi ricevuti | Rifiuti          | No Buzz          |
| -------------- | ---------------- | ---------------- | ---------------- | ------------------ | ---------------- | ---------------- | ---------------- |
| Arisa          | 18               | 7                | 1                | 1                  | 1                | 11               | 15               |
| Clementino     | 22               | 7                | 4                | 1                  | 1                | 15               | 12               |
| Gigi D'Alessio | 20               | 7                | 0                | 1                  | 1                | 12               | 19               |
| Loredana Bertè | 20               | 7                | 2                | 1                  | 1                | 13               | 21               |

## Battles
La semifinale vede scontrare i 24 giovani concorrenti rimasti in gara nei Battles, le quali determineranno i 12 giovani finalisti del programma. Le sfide si svolgono tra tre concorrenti dello stesso team che si scontrano ognuno eseguendo un brano assegnatogli dal proprio coach, il quale alla fine delle esibizioni deciderà dei tre il finalista, eliminando gli altri due. Al termine delle sfide, due concorrenti per squadra arriveranno in finale, aggiungendosi al finalista decretato alle Blind Auditions, attraverso l'utilizzo del Super Pass.
| Ordine | Coach          | Artista              | Canzone (cantante originale)                               |
| ------ | -------------- | -------------------- | ---------------------------------------------------------- |
| 1      | Arisa          | Martina Cervellin    | Cambia un uomo (Marco Mengoni)                             |
| 1      | Arisa          | Emma Biscaglia       | On My Own (Nikka Costa)                                    |
| 1      | Arisa          | Emilia Piemontesi    | Canto (anche se sono stonato) (Lelio Luttazzi)             |
| 2      | Clementino     | Emmanuele Manna      | Supereroi (Mr. Rain)                                       |
| 2      | Clementino     | Simone Grande        | Adagio (Lara Fabian)                                       |
| 2      | Clementino     | Teresa Ferraro       | Crazy in Love (Beyoncé)                                    |
| 3      | Loredana Bertè | Gabriele Ansanelli   | Mi sei scoppiato dentro il cuore (Mina)                    |
| 3      | Loredana Bertè | Nicole Curatolo      | Alghero (Giuni Russo)                                      |
| 3      | Loredana Bertè | Yari Verdesca        | That's What Friends Are For (Dionne Warwick)               |
| 4      | Gigi D'Alessio | Graziano Calculli    | Ancora (Edoardo De Crescenzo)                              |
| 4      | Gigi D'Alessio | Sara Turrà           | She (Uguale a lei) (Laura Pausini)                         |
| 4      | Gigi D'Alessio | Luigi Vitagliano     | Bohemian Rhapsody (Queen)                                  |
| 5      | Arisa          | Michele Bruzzese     | La leva calcistica della classe '68 (Francesco De Gregori) |
| 5      | Arisa          | Amelie Rizzi         | Crocodile Rock (Elton John)                                |
| 5      | Arisa          | Elisa Puddu          | Luce (Elisa)                                               |
| 6      | Gigi D'Alessio | Mirko Di Bartolomeo  | Fai rumore (Diodato)                                       |
| 6      | Gigi D'Alessio | Angelica Stuppia     | Giudizi universali (Samuele Bersani)                       |
| 6      | Gigi D'Alessio | Giuseppe Di Menza    | Caruso (Lucio Dalla)                                       |
| 7      | Clementino     | Alexander Racioppi   | Coraline (Måneskin)                                        |
| 7      | Clementino     | Federico Bergamo     | Serenata rap (Jovanotti)                                   |
| 7      | Clementino     | Emma e Giulia Parodi | In alto mare (Loredana Bertè)                              |
| 8      | Loredana Bertè | Giacomo Bastiani     | Heal the World (Michael Jackson)                           |
| 8      | Loredana Bertè | Giada Fois           | Quando una stella muore (Giorgia)                          |
| 8      | Loredana Bertè | Valentina Giamboi    | Hurt (Christina Aguilera)                                  |

## Finale
Nella prima fase i 12 finalisti (3 per team) si sfidano su dei brani assegnati loro dai coach, che alla fine di tutte le esibizioni scelgono l'artista migliore del loro team. Nella seconda fase i 4 super-finalisti scelti dai coach si esibiscono col loro cavallo di battaglia o col brano portato alle Blind Audition;  in seguito il pubblico in studio, tramite telecomandi, decreta alla fine il vincitore del programma.
Prima fase
     Artista che passa alla seconda fase
     Artista eliminato
| Ordine | Coach          | Artista            | Canzone (cantante originale)         |
| ------ | -------------- | ------------------ | ------------------------------------ |
| 1      | Loredana Bertè | Valentina Giamboi  | Dimmi come (Alexia)                  |
| 2      | Clementino     | Simone Grande      | All by Myself (Eric Carmen)          |
| 3      | Gigi D'Alessio | Lucia Solazzo      | E poi (Giorgia)                      |
| 4      | Arisa          | Emma Buscaglia     | I Surrender (Celine Dion)            |
| 5      | Clementino     | Rita Longordo      | La solitudine (Laura Pausini)        |
| 6      | Loredana Bertè | Yari Verdesca      | Billie Jean (Michael Jackson)        |
| 7      | Arisa          | Amelie Rizzi       | E la luna bussò (Loredana Bertè)     |
| 8      | Gigi D'Alessio | Angelica Stuppia   | Due vite (Marco Mengoni)             |
| 9      | Clementino     | Alexander Racioppi | Cenere (Lazza)                       |
| 10     | Loredana Bertè | Desiree Malizia    | Think (Aretha Franklin)              |
| 11     | Gigi D'Alessio | Luigi Vitagliano   | Mentre tutto scorre (Negramaro)      |
| 12     | Arisa          | Alice Alfonso      | Io vivrò (senza te) (Lucio Battisti) |

Seconda fase
     Vincitore
     Super-finalista
| Ordine | Coach          | Artista         | Canzone (cantante originale)   |
| ------ | -------------- | --------------- | ------------------------------ |
| 1      | Gigi D'Alessio | Lucia Solazzo   | Hello (Adele)                  |
| 2      | Arisa          | Emma Buscaglia  | Vorrei che fosse amore (Mina)  |
| 3      | Loredana Bertè | Desiree Malizia | Right to Be Wrong (Joss Stone) |
| 4      | Clementino     | Simone Grande   | Adagio (Lara Fabian)           |

## Ascolti
| Puntata | Puntata               | Messa in onda    | Ospiti                            | Telespettatori | Share  |
| ------- | --------------------- | ---------------- | --------------------------------- | -------------- | ------ |
| 1       | Blind Audition 1      | 24 novembre 2023 | Melissa Agliottone, Ranya Moufidi | 3 944 000      | 22,38% |
| 2       | Blind Audition 2      | 1º dicembre 2023 | –                                 | 3 684 000      | 22,00% |
| 3       | Blind Audition 3      | 8 dicembre 2023  | –                                 | 3 849 000      | 22,73% |
| 4       | Knockout - Semifinale | 15 dicembre 2023 | –                                 | 3 571 000      | 23,64% |
| 5       | Finale                | 22 dicembre 2023 | Melissa Agliottone                | 3 618 000      | 23,52% |
| Media   | Media                 | Media            | Media                             | 3 733 000      | 22,85% |